# Włodzimierz Baczyński (urzędnik)
Włodzimierz Baczyński – polski urzędnik w II Rzeczypospolitej.

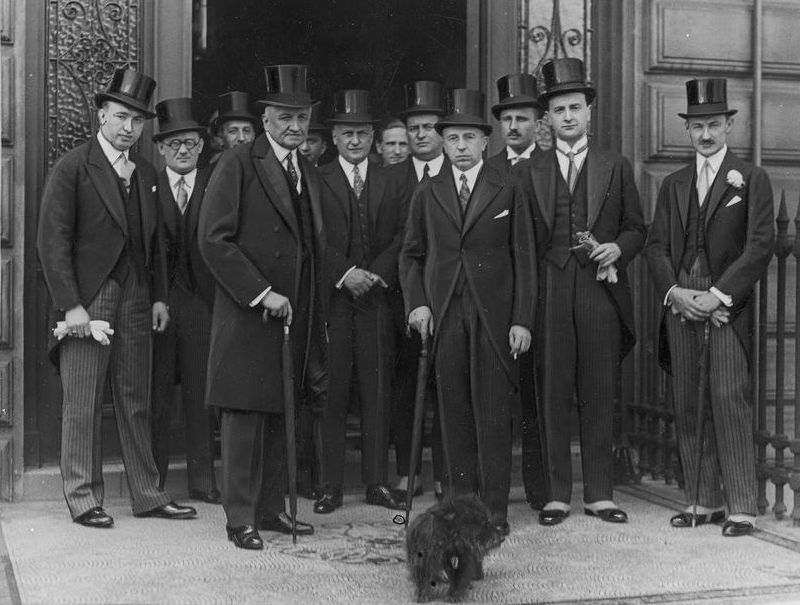
Polska delegacja w Londynie, negocjująca warunki pożyczki na elektryfikację Warszawskiego Węzła Kolejowego (czerwiec 1933). Na zdjęciu widoczni min. Włodzimierz Baczyński (trzeci od lewej) i płk Adam Koc

Po odzyskaniu przez Polskę niepodległości z 1918 był dyrektorem Banku Gospodarstwa Krajowego, następnie pełnił funkcję dyrektora Departamentu Obrotu Pieniężnego w Ministerstwie Skarbu. W latach 1936–1937 był komisarzem Banku Polskiego. W lutym 1937 powrócił na stanowisko dyrektora BGK. Był akcjonariuszem Banku Polskiego w Warszawie
Po wybuchu II wojny światowej przebywał we Francji, gdzie od połowy listopada 1939 był komisarzem (delegatem Ministerstwa Skarbu) Banku Polska Kasa Opieki.

## Ordery i odznaczenia
- Krzyż Komandorski Orderu Odrodzenia Polski (11 listopada 1934)[7]
- Krzyż Oficerski Orderu Odrodzenia Polski (10 listopada 1933)[8]
- Złoty Krzyż Zasługi (11 listopada 1936)[9]